# Келче
Келче (пол. Kiełcze, нім. Keltschen) — село в Польщі, у гміні Щанець Свебодзінського повіту Любуського воєводства.
Населення — 98 осіб (2011).
У 1975-1998 роках село належало до Зеленогурського воєводства.

## Демографія
Демографічна структура станом на 31 березня 2011 року:
|          | Загалом | Допрацездатний вік | Працездатний вік | Постпрацездатний вік |
| -------- | ------- | ------------------ | ---------------- | -------------------- |
| Чоловіки | 47      | 12                 | 34               | 1                    |
| Жінки    | 51      | 12                 | 35               | 4                    |
| Разом    | 98      | 24                 | 69               | 5                    |